# 瞻巴拉拉康
瞻巴拉拉康（Dzambhala Lhakang）位于西藏自治区拉萨市城关区，是一座藏传佛教格鲁派寺院。

## 简介
“瞻巴拉拉康”汉语意为“财尊殿”。位于八廓北街的小巷内，色拉后门旁边。从八廓的嘛呢拉康、强巴拉康沿巷内前行数十米即可到达。
该寺殿堂非常小，但名声很大。该寺与大昭寺背对背，仅一墙之隔。该寺原为木如宁巴寺最早的建筑物，与大昭寺修建于同一时期。如今该寺归木如寺管辖。
该殿的建筑结构与布局是吐蕃早期风格，受到研究古代西藏建筑的学者重视。1990年代，国外的西藏遗产基金会曾经在该殿进行长期实地考察，并获得德国驻华大使馆资助，重建了该殿。
殿内中央供迦叶佛，两侧为八大菩萨及吉祥天母的一化相，再靠外则左为瞻巴拉（又译“臧巴拉”）、财续母，右为多闻子、妙音天母，其中的瞻巴拉、财续母、多闻子均属于赐财的本尊，妙音天母则是与文学艺术有关的本尊。拉萨不少寺庙供奉瞻巴拉，但该殿的瞻巴拉像则在西藏和平解放前深受商人崇奉，成为知名的求财之所。据拉萨老居民称，这是因为拉萨的瞻巴拉像中，唯有该像面带笑容，看起来比较亲切。如今，殿中的佛像均为新造，其中的瞻巴拉像似乎并不带笑容。
除了用钱、哈达供奉外，传统上可以用牛奶供奉瞻巴拉，用酒供奉护法吉祥天母。朝拜者可以将牛奶等物品交给该殿的僧人，僧人会念经并将牛奶倒入特制的供皿中。若需涂金，可自备金子，与涂金师预约时间进行涂金。